# Cereal integral

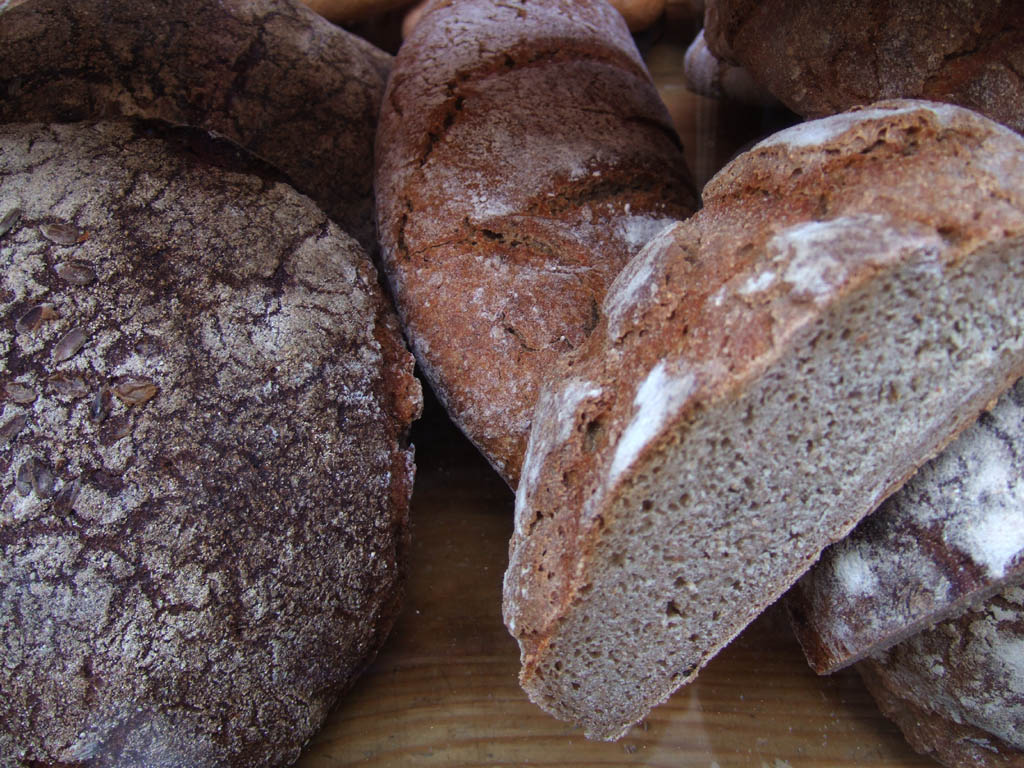
Pão fabricado a partir de cereais integrais.

Um cereal integral é um cereal que contém todos os três componentes do grão completo, farelo, endosperma e gérmen, ao contrário dos cereais refinados, que contém apenas o endosperma.